# (31936) Bernardsmit
2000 GP95 (asteroide 31936) é um asteroide da cintura principal. Possui uma excentricidade de 0.16747650 e uma inclinação de 2.51102º.
Este asteroide foi descoberto no dia 6 de abril de 2000 por LINEAR em Socorro.